# Anacis subflava
Anacis subflava är en stekelart som först beskrevs av Porter 1986.  Anacis subflava ingår i släktet Anacis och familjen brokparasitsteklar. Inga underarter finns listade i Catalogue of Life.